# FIA WTCC brit nagydíj
A FIA WTCC brit nagydíjat jelenleg Brands Hatch-ban tartják Délkelet-Angliában, egyedül 2005-ben volt a Silverstone Circuit-en Silverstoneban.

## Futamgyőztesek
| Év   | Versenyző                      | Gyártó     | Helyszín       | Összefoglaló |
| ---- | ------------------------------ | ---------- | -------------- | ------------ |
| 2011 | 1. verseny : Yvan Muller       | Chevrolet  | Donington Park | Összefoglaló |
| 2011 | 2. verseny : Yvan Muller       | Chevrolet  | Donington Park | Összefoglaló |
| 2010 | 1. verseny : Yvan Muller       | Chevrolet  | Brands Hatch   | Összefoglaló |
| 2010 | 2. verseny : Andy Priaulx      | BMW        | Brands Hatch   | Összefoglaló |
| 2009 | 1. verseny : Alain Menu        | Chevrolet  | Brands Hatch   | Összefoglaló |
| 2009 | 2. verseny : Augusto Farfus    | BMW        | Brands Hatch   | Összefoglaló |
| 2008 | 1. verseny : Jörg Müller       | BMW        | Brands Hatch   | Összefoglaló |
| 2008 | 2. verseny : Alain Menu        | Chevrolet  | Brands Hatch   | Összefoglaló |
| 2007 | 1. verseny : Alain Menu        | Chevrolet  | Brands Hatch   | Összefoglaló |
| 2007 | 2. verseny : Andy Priaulx      | BMW        | Brands Hatch   | Összefoglaló |
| 2006 | 1. verseny : Yvan Muller       | SEAT       | Brands Hatch   | Összefoglaló |
| 2006 | 2. verseny : Alain Menu        | Chevrolet  | Brands Hatch   | Összefoglaló |
| 2005 | 1. verseny : Gabriele Tarquini | Alfa Romeo | Silverstone    | Összefoglaló |
| 2005 | 2. verseny : Rickard Rydell    | SEAT       | Silverstone    | Összefoglaló |